# Garin Elh Sidi
Garin Elh Sidi ist ein Dorf im Arrondissement Zinder II der Stadt Zinder in Niger.

## Geographie
Das von einem traditionellen Ortsvorsteher (chef traditionnel) geleitete Dorf befindet sich östlich des Stadtzentrums im ländlichen Gemeindegebiet von Zinder, der Hauptstadt der gleichnamigen Region Zinder. Zu den Nachbardörfern von Garin Elh Sidi zählen Garin Tawaké im Nordwesten und Garin Mama im Südwesten.
Westlich des Dorfs erhebt sich eine Quarzit-Hügelkette. Wie im gesamten Gemeindegebiet von Zinder herrscht das Klima der Sahelzone vor, mit einer durchschnittlichen jährlichen Niederschlagsmenge zwischen 300 und 400 mm.

## Bevölkerung
Bei der Volkszählung 2012 hatte Garin Elh Sidi 461 Einwohner, die in 83 Haushalten lebten.

## Wirtschaft und Infrastruktur
Es gibt eine Schule im Dorf.